# Riedelfelsen

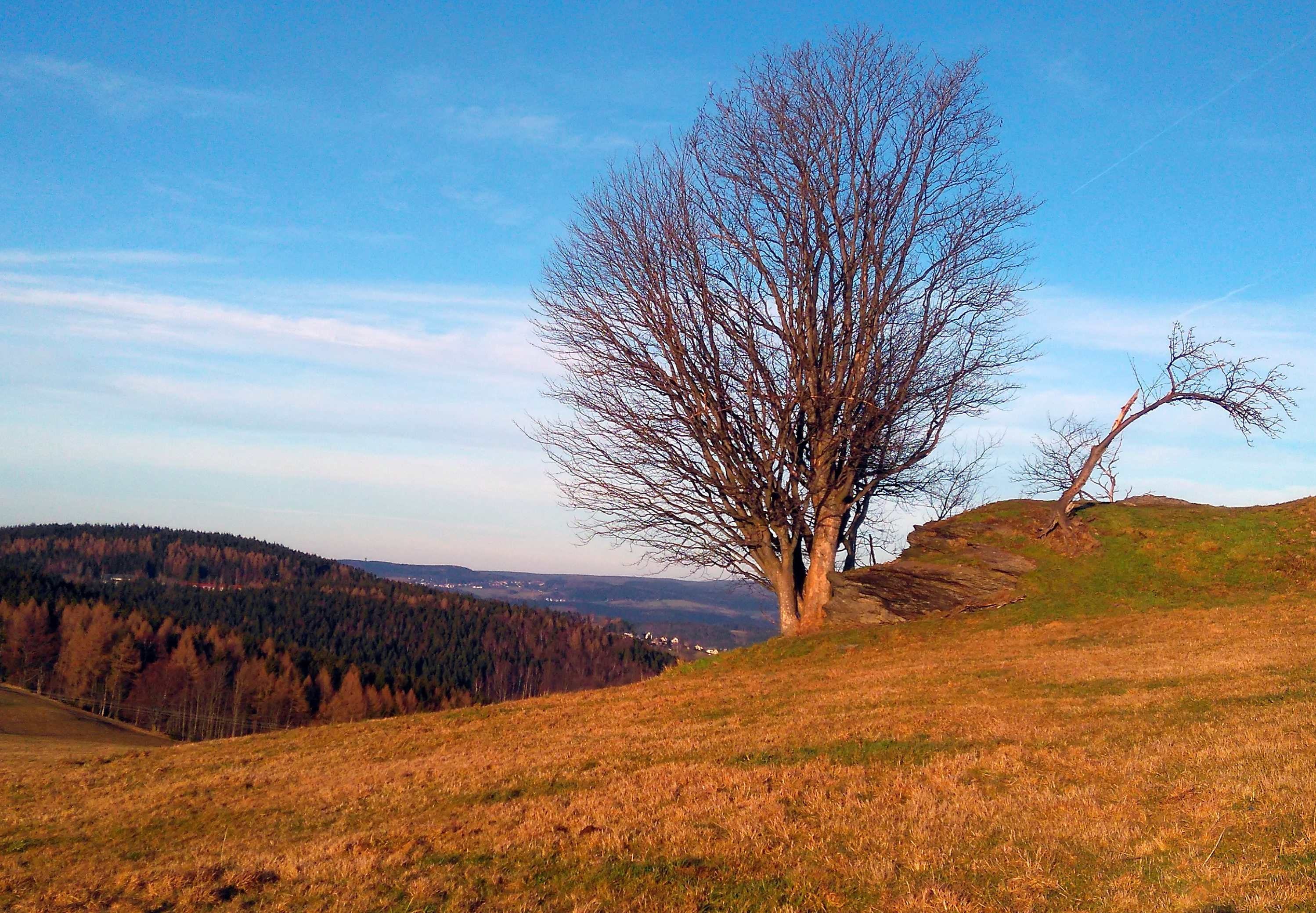
Blick nach Antonshöhe und zum Spiegelwald

Der Riedelfelsen (auch: Riedelfels) ist ein Aussichtspunkt in der Gemeinde Breitenbrunn im sächsischen Erzgebirge, der zwischen den beiden Ortsteilen Breitenbrunn und Rittersgrün unweit des ausgeschilderten Panoramaweges liegt. Von ihm bietet sich bei guter Sicht ein weiter Blick über das westliche Erzgebirge zur Morgenleithe, Spiegelwald und Geyerscher Wald.
Koordinaten: 50° 28′ 49,5″ N, 12° 46′ 34,5″ O